# Die Arbeit (Band)
Die Arbeit ist eine Rock-Band aus Dresden, die in das Genre Post-Punk einzuordnen ist.

## Geschichte
Die Band ist aus der Dresdener Band Leo hört Rauschen hervorgegangen und damit in verschiedenen Zusammensetzungen seit 2011 ein fester Bestandteil der deutschen Post-Punk-Szene. Seit ihrer Neugründung arbeitet die Band mit dem Label Undressed Records und ist zudem seit 2019 beim Berliner Freibank Musikverlag unter Vertrag.
Am 8. November 2019 feierte das dritte Video Haut, Knochen und Gesichter exklusive Premiere beim Online-Musikmagazin Diffus. Das erste Studioalbum mit dem Titel Material erschien am 21. Februar 2020.

## Stil
Die Arbeit spielt in klassischer Rockbesetzung mit Bass, Schlagzeug, Gesang und Gitarre. Neben eingängigen und geradlinigen Bass- und Schlagzeugelementen  zeichnet sich die Musik von Die Arbeit vor allem durch sphärische Gitarrenklänge aus. In den deutschen Texten verarbeitet die Band aktuelle gesellschaftliche Themen sowie Themen der persönlichen Reflexion.

## Diskografie
Alben
- 2020: Material (Undressed Records)
- 2022: Wandel (Undressed Records)

Singles
- 2018: Leichen (Undressed Records)
- 2018: Visier (Undressed Records)
- 2019: Haut, Knochen und Gesichter (Undressed Records)